# Oryx (Wissenschaftsmagazin)
Oryx – The International Journal of Conservation ist eine Fachzeitschrift für internationalen Naturschutz. Viermal im Jahr werden begutachtete Fachartikel (Peer-reviewed) zur internationalen Naturschutzpraxis, Artenschutzprojekten, dem Verhältnis von Gesellschaft und Naturschutz sowie Grundsatzfragen des Engagements für die Erhaltung der Biodiversität veröffentlicht. Die erste Ausgabe des Oryx erschien 1904. Das Magazin erscheint bei Cambridge University Press, Herausgeber ist Fauna & Flora International.
Zum Herausgebergremium gehören Neil Burgess (University of Copenhagen), Lisa Campbell (Duke University), Brendan J. Godley (University of Exeter), Rhys Green (University of Cambridge), Zhigang Jiang (Chinese Academy of Sciences), Yaa Ntiamoa-Baidu (University of Ghana), oder Jon Paul Rodriguez (Instituto Venezolano de Investigaciones Científicas) (Stand Dezember 2018).